# Parafia Podwyższenia Krzyża Świętego w Raszkowie
Parafia Podwyższenia Krzyża Świętego w Raszkowie – parafia rzymskokatolicka należąca do dekanatu Raszków diecezji kaliskiej. Została utworzona w 1454. Mieści się przy ulicy Kościelnej. Prowadzą ją księża diecezjalni.